# KSw 71
KSw 71是一顆高速自轉的扁橢球體恆星，該恆星是光譜型K型的巨星，半徑超過太陽10倍，被認為是兩顆距離極近的聯星系統成員恆星合併後形成。KSw71和其他南瓜形狀的恆星是由克卜勒太空望遠鏡與雨燕卫星的觀測資料發現。KSw 71的X射線高峰強度超過太陽100倍。

## 外部連結
- YouTube上的"NASA's Kepler, Swift Missions Harvest ‘Pumpkin’ Stars"